# ヨウ化ジチアザニン
ヨウ化ジチアザニン（ヨウかジチアザニン、英：Dithiazanine iodide）は、ポリメチン染料に属する化合物である。イヌの駆虫薬として使用される。毒性が強い化学物質であり、経口摂取によるヒトの致死量は約4～16mg/kgである。作用機序はよく分かっていないが、細胞呼吸によりエネルギーを得るために不可欠なグルコースの細胞への吸収を阻害すると考えられている。